# Museo Fra Giammaria da Tusa
Il Museo Fra Giammaria da Tusa, che si trova a Gibilmanna, frazione di Cefalù, allestito nell'antica stalla del convento annesso al santuario di Gibilmanna, appositamente ristrutturata, ospita manufatti propri della cultura francescana, paramenti e arredi sacri di pregio, donati, come segno di devozione, alla "Gran Signura" di Gibilmanna ed oggetti provenienti da altre culture.

## La dedica delle dieci sale del museo
Il museo s'articola in dieci sale, ognuna delle quali è intitolata ad un frate o a un personaggio legati alla storia del convento. 
1. Sala di San Francesco, fondatore dell'ordine Francescano da cui derivano i Cappuccini.
2. Sala di fra' Domenico da Isnello (1870-1932) che volle il monumento a San Francesco sul sagrato.
3. Sala di fra' Felice da Nicosia (1715-1787), beatificato nel 1888.
4. Sala di fra' Fortunato da Valledolmo (1873-1957), portinaio del santuario per più di cinquant'anni
5. Sala di fra' Antonio da Bronte (1681-1762), considerato autore di miracoli e sepolto nel duomo di Cefalù
6. Sala di padre Sebastiano da Gratteri  (1504-1580), fondatore del convento cappuccino
7. Sala di San Gregorio Magno, fondatore del primo monastero benedettino
8. Sala dei frati Urbano (morto nel 1629) e Sigismondo (morto nel 1651) da Pollina, alla cui opera si deve l'edificazione della chiesa
9. Sala di fra' Ivone da Messina (morto nel 1572), al quale secondo una pia leggenda avrebbe parlato il Crocifisso della chiesa
10. Sala di fra' Gaetano da Castanea (1843-1929), missionario cappuccino in Brasile.

## Il patrimonio museale
La raccolta degli oggetti e la loro esposizione sono guidati da concezioni legate alla fede cristiana e alla spiritualità del convento: gli oggetti presenti nel museo, prima ancora di essere osservati e letti quali mediazioni di segni e simboli ed espressioni artistiche, dovrebbero essere colti quali frutto del lavoro di un uomo che li ha pensati e plasmati con quelle mani che a loro volta furono plasmate da Dio stesso e che rendono santo ogni suo "fare". In questo senso il lavoro dell'uomo, inteso come partecipazione all'azione creatrice di Dio è dono e richiede d'essere compreso come pratica ascetica e, nello stesso tempo, per la fatica che l'accompagna, come occasione di penitenza. L'autosufficienza e l'autonomia del convento erano garantiti dalle attività agricole ed artigianali dei frati stessi, i cui prodotti sono ben visibili in questo museo. Gli stessi frati, infatti, si sono curati di realizzare quanto era necessario per gli usi liturgici, dalle suppellettili agli arredi, ai paramenti, alle stesse strutture architettoniche sacre. 
Tra gli arredi sacri, sono presenti paramenti, tra cui molte pianete con o senza stola, nonché una ricca tipologia di vasi e oggetti sacri, che coprono un arco di tempo dal XVII al XIX secolo.

Una vetrina della settima sala contiene una completa campionatura di suppellettili d'altare e un coordinato di paramenti: nell'ordine della vestizione questi sono costituiti da amitto, camice, cingolo, piviale e pianeta per il sacerdote o dalmatica per il diacono, stola e manipolo e, infine, in relazione all'azione sacra, il velo del calice. I paramenti sono realizzati in tessuti preziosi e ricamati, soprattutto con punto pittura e vari tipi di punti a rilievo, particolarmente raffinati e pregiati, adatti a rendere visibili, anche da una certa distanza, le decorazioni e a sottolineare la solennità dei paramenti stessi. I motivi raffigurano con segni e simboli, realtà trascendenti, evocando significati e figure propri delle verità di fede: accanto a motivi floreali più o meno stilizzati, troviamo stemmi francescani, la Madonna Assunta, la Madonna di Gibilmanna e tutta una vasta gamma di motivi attinti dalla vita dei campi ed assunti a simboli eucaristici. Tra le suppellettili dell'altare sono presentati nella vetrina il calice, la pisside, la patena (oggetti del sacrificio eucaristico), l'ostensorio, il crocifisso, i candelabri, il campanello, la navicella ed il turibolo, tutti di manifattura siciliana, realizzati in argento o in argento dorato, impreziositi da figure simboliche a sbalzo e a tutto tondo.
Il museo conserva inoltre diversi dipinti, alcuni dei quali raffigurano i personaggi che hanno fatto la storia di Gibilmanna o dell'ordine dei Cappuccini (tra cui un olio su tela del pittore Ludovico Suriek con La visione di fra' Felice da Cantalice che raffigura il primo santo dell'ordine), mentre in altri si trovano anche temi cari alla devozione dell'ordine stesso e cioè all'unione con Dio, alla Passione di Cristo e alla devozione della Vergine (alla Vergine che porge Gesù Bambino a santi appartenenti all'ordine, la Flagellazione).
Il museo custodisce anche preziosi lavori di legno intarsiato ed intagliato: dai candelieri settecenteschi ed ottocenteschi di fattura cappuccina, a due statue in legno policromo del Seicento, raffiguranti la Madonna e San Giuseppe, entrambi in adorazione, che facevano parte probabilmente di un presepe. Non mancano alcuni esemplari di opere in cera del tardo Settecento, una tecnica diffusa nella Val Demone.
Si citano ancora una statua marmorea della Pietà del cefaludese Jacopo del Duca (1522-1604), e un raro organo a canne palustri del Seicento.
La sezione etno-antropologica raccoglie inoltre numerosi semplici oggetti d'uso comune, prodotti artigianali degli stessi frati che hanno vissuto di questua e in povertà secondo la regola cappuccina.

Tra gli utensili appartenenti al mondo agricolo, troviamo quelli per la coltivazione del frumento (vanghe, zappe, falci, l'aratro col vomere, il tridente in legno per separare il frumento dalla pula, una piccola macina in pietra, "u rrutuni" per trasportare la paglia) o per la produzione di olio e vino (giare in terracotta, la scala per raccogliere le olive dai rami più alti degli alberi ed il bastone "vrianti" per percuoterne le frondi e far cadere i frutti; otri per trasportare il mosto, i tini per il travaso e le botti per la conservazione e la maturazione ) e, di particolare interesse, gli utensili necessari per la raccolta della manna dal frassino ("mannaruolu", coltello affilatissimo per incidere la corteccia, "l'archettu", strumento per staccare il "cannuolu" cioè la manna che solidifica formando una specie di stalattite; la "rràsula", paletta per raschiare la manna in rottame dal tronco; la "scatola", recipiente per raccoglierla).
Altri oggetti, come i setacci per la farina, la madia per impastare, i rastrelli e le pale di legno per ravvivare il fuoco ed infornare il pane, ci riconducono alla tradizione della panificazione con i forni a legna, universalmente presenti almeno sino alla seconda guerra mondiale. altri oggetti sono quelli legati alle attività domestiche, soprattutto femminili, come telai, il fuso, l'arcolaio, nonché alcune tele già ricamate, oltre a pentole di rame e di terracotta, anfore per l'acqua, padelle, mestoli, scolapasta in rame, mortai in pietra e in legno, tostacaffè e macinacaffè. A questi si aggiungono alcuni strumenti propri all'universo conventuale quali le presse di varia misura e le taglierine per la stampa, nonché l'ostiario per la preparazione delle ostie.
Sono ancora presenti diversi strumenti di lavoro tipici delle più fiorenti attività artigianali madonite (falegname, calzolaio, fabbro, del quale è stato ricostruito il laboratorio) e un carretto: costruito secondo le tecniche adoperate dalle maestranze locali, con ricche decorazioni intagliate e dipinte sui raggi delle ruote e sull'asse.

## Biblioteca Fra Gesualdo da Bronte
La biblioteca-archivio annessa al museo custodisce incunaboli, cinquecentine (tra cui la prima edizione del 1558 del De Rebus Siculis di Tommaso Fazello), testi del Seicento (tra cui L'Atlante geografico e descrittivo-storico della presenza francescano-cappuccina nel mondo) e del Settecento. I documenti conservati nell'archivio, che vanno dal XVI secolo ai nostri giorni, permettono di ricostruire la storia del convento e del santuario, ma anche nel contesto del territorio, della diocesi di Cefalù e della Sicilia Tra i manoscritti possono citarsi la Breve cronistoria del voto Convento di Gibilmanna (1696-1701) e il Breve ragguaglio del Convento cappuccino di Gibilmanna anno 1741, entrambi anonimi, con la continuazione fino all'anno 1753 ad opera di Padre Illuminato da Capizzi.